# Langadu
Langadu (en bengali : লংগদু) est une upazila du Bangladesh dans le district de Rangamati. En 1991, on y dénombrait 54 490 habitants.